# Christophe Chemin
Pour les articles homonymes, voir Chemin (homonymie).
Christophe Chemin est un écrivain, illustrateur, peintre, réalisateur et occasionnellement acteur français, né le 3 juin 1977.

## Publications

### Roman
- Les Bourreaux, Éditions Balland, coll. « Le Rayon », 2000.
- Agrandissement de l'asphalte, Balland, coll. « Le Rayon », 2001.
- Hémorroïdes, Balland, coll. « Le Rayon », 2001.
- Le Roman est une bagnole qui roule bien, Le corridor bleu, 2003[2].

## Art spiritualité
- Hôtel la solitude  décembre 2012, Limited Edition of 60 copies signed and numbered, coming each with a poster print.

Photographies and drawings by Christophe Chemin 148x210 mm, A5 format, 150 pages. 
Un beau livre, une belle allégorie sur le thème du flambeau depuis un hôtel à Lourdes ou l Artiste a puisé son inspiration. Il revisite la vision de la grotte de Massabielle à travers le regard pure de la lumière. Cette lumière qui éclaire nos nuits existentielles. Cette petite flamme que chacun porte en lui. Parce qu'avec cette petite flamme, fragile et vulnérable que l'on peut appeler Inspiration, Beauté, Amour, Dieu avec nous, on peut tout changer et rendre le monde meilleur.
Le temps qu'il reste, composition photographique de 2018, creuse un peu plus ce thème existentiel, de la fragilité de la beauté et de la vie, thème récurrent chez l'artiste

### Illustration
- Théorème de Pier Paolo Pasolini, éd. Skira, 2000.
- Sker de Liliane Giraudon, P.O.L, 2004.
- Mes bien-aimé(e)s de Liliane Giraudon, Éd. Inventaire/Invention, 2007[3].
- Affiche du film Zombie réalisé par Bruce LaBruce[4].

## Expositions
- Chacun pour soi  et Dieu contre tous, Berlin, 2008[5].
- Biogres 3xm, en collaboration avec Liliane Giraudon, bibliothèque Mériadeck, Bordeaux, 2008[6].
- Love or Prison, galerie Jeanroch Dard, 2010[7],[8].
- “Le temps qu’il reste” 2018

## Design mode luxe
2016 : L'artiste, réalisateur et écrivain Christophe Chemin s'est inspiré des tapisseries du XVIe siècle et des jeux vidéo pour créer les imprimés de la dernière collection homme Prada. Défilé 2016, Fashion Week de Milan, le défilé de Miuccia Prada.
Dansant sur les chemises, on peut y voir Hercule  qui frappe de ses poings un Sigmund Freud armé d'une batte de baseball. Une Nina Simone mène la valse face à Jeanne d'Arc qui secoue des cymbales. Cette fresque fait partie du corpus The Important Ones qui sublime la dernière collection homme de Prada.
Christophe Chemin bascule du dessin à la direction artistique, de la photographie au design et à l'écriture avec une souplesse inouïe.  Le défilé s'est présenté accompagné d'un communiqué de 5 pages annonçant la collaboration entre la maison et l'artiste. À l'intérieur, on y trouvait une frise chronologique des événements culturels qui auraient inspirés les œuvres de Christophe Chemin.
2018 : Nouvelle collaboration : the new Prada FW2018 série “Impossible True Love”

## Filmographie[9]
Réalisateur
- Più-Più, projeté en 2002 au Centre Georges-Pompidou.
- Painbirds my Wandering Days are Over, The Gold Room et The Cold Room, courts-métrages projetés en 2004 au festival du film gay et lesbien de Paris.
- Monomunicléisme Jenny (date ?), projeté au festival du film de Turin.

Acteur
- Sex Klinik (date ?), film pornographique de Jörg Andreas[10].
- Otto; or Up with Dead People (2008) de Bruce LaBruce